# Aloe chortolirioides
Aloe chortolirioides é uma espécie de liliopsida do gênero Aloe, pertencente à família Asphodelaceae.